# 渣渡镇
渣渡镇，是中华人民共和国湖南省娄底市冷水江市下辖的一个乡镇级行政单位。

## 行政区划
渣渡镇下辖以下地区：
渣渡社区、木丰社区、柴山村、滴水村、复兴村、和平村、候家村、利民村、木瓜村、上铁村、双丰村、铁山村、银溪村、渣渡村和梓芳村。